# Liverpool, città mercantile marittima
Liverpool, città mercantile marittima è stato un sito dichiarato Patrimonio dell'umanità dell'UNESCO a Liverpool in Inghilterra. Comprende sei sedi nel centro storico, tra cui Pier Head, Albert Dock e William Brown Street, e molti dei monumenti più famosi della città.
L'UNESCO ha ricevuto la nomina del consiglio comunale, per i sei siti, nel gennaio 2003 e nel settembre di quell'anno l'ha inviata ai rappresentanti dell'ICOMOS per effettuare una valutazione sull'idoneità di queste aree a ricevere lo status di patrimonio dell'umanità. Nel marzo 2004 l'ICOMOS ha raccomandato all'UNESCO di iscrivere la città marittima mercantile di Liverpool come sito del patrimonio mondiale.
L'area è stata iscritta durante la 28ª sessione del Comitato del patrimonio dell'umanità nel 2004 secondo i criteri culturali ii, iii e iv. La sua inclusione, da parte dell'UNESCO, è stata attribuita al fatto che è "l'esempio supremo di un porto commerciale in un'epoca di maggiore influenza globale della Gran Bretagna".
Nel 2012, il sito è stato iscritto nella lista del patrimonio dell'umanità in pericolo a causa della proposta di costruzione del progetto Liverpool Waters.
Nel luglio 2017, l'UNESCO ha avvertito che lo status della città, come sito del patrimonio mondiale, era a rischio di essere revocato alla luce delle proposte di pianificazione e sviluppo, ma l'English Heritage ha affermato che lo sviluppo proposto del Liverpool Waters avrebbe lasciato l'ambientazione di alcuni dei monumenti storici più significativi di Liverpool: edifici "gravemente compromessi", i resti archeologici di parti della storica darsena "a rischio di distruzione", e "il paesaggio urbano storico della città…perennemente squilibrato".
Nel febbraio 2021, il comitato di pianificazione del consiglio comunale di Liverpool ha approvato il nuovo stadio di calcio da 750 milioni di sterline dell'Everton Football Club, a Bramley Moore Dock, che si chiamerà Everton stadium all'interno di Liverpool Waters (inizio dei lavori previsto nel 2021 ed apertura nel 2025). Questa decisione è stata ratificata dal Segretario di Stato, Robert Jenrick, a marzo.
Nel luglio 2021, il Comitato del patrimonio mondiale ha discusso una raccomandazione per eliminare lo status di patrimonio mondiale di Liverpool durante la sua riunione annuale, in Cina. I leader politici, accademici, culturali e sportivi di Liverpool hanno chiesto collettivamente al comitato di rinviare, definendo la raccomandazione "deludente", e hanno invitato i membri a visitare la città per vedere fino a che punto sono cambiati i piani e quanto il sito è stato migliorato nello scorso decennio. Nel 2021, viene revocato lo status di sito dichiarato Patrimonio dell'umanità da UNESCO.

## Sedi
La città marittima mercantile di Liverpool comprende sei località separate in tutto il centro della città, ognuna delle quali si riferisce a una componente e a un momento diverso della storia marittima di Liverpool. I siti iscritti si estendono per circa 4 km, in direzione nord-sud, sul lungomare cittadino e per circa 1 km in direzione est-ovest. In totale copre un'area di 136 ettari.

### Pier Head
Il Pier Head (testata del molo) è il punto focale del lungomare di Liverpool ed è dominato da tre dei suoi monumenti più riconoscibili: il Royal Liver Building, il Port of Liverpool Building e il Cunard Building. Chiamati collettivamente le Tre Grazie, sono una testimonianza della grande ricchezza della città durante la fine del XIX e l'inizio del XX secolo, quando Liverpool era uno dei porti più importanti del mondo. Inizialmente esisteva un progetto per aggiungere una "quarta grazia" all'area, chiamata The Cloud e progettata da Will Alsop, ma questo fallì nel 2004. Oggi, in quella che sarebbe stata la sua sede, il 19 luglio 2011 è stato inaugurato un nuovo Museo di Liverpool Dietro l'edificio del porto di Liverpool si trova l'art deco George's Dock Ventilation Tower, il cui design è fortemente influenzato dallo stile architettonico egiziano. Anche parte del sito è il vecchio muro di George's Dock, che risale alla fine del XVIII secolo, oltre a numerosi monumenti commemorativi, tra cui uno costruito per onorare gli ingegneri che rimasero al loro posto quando l'RMS Titanic affondò.

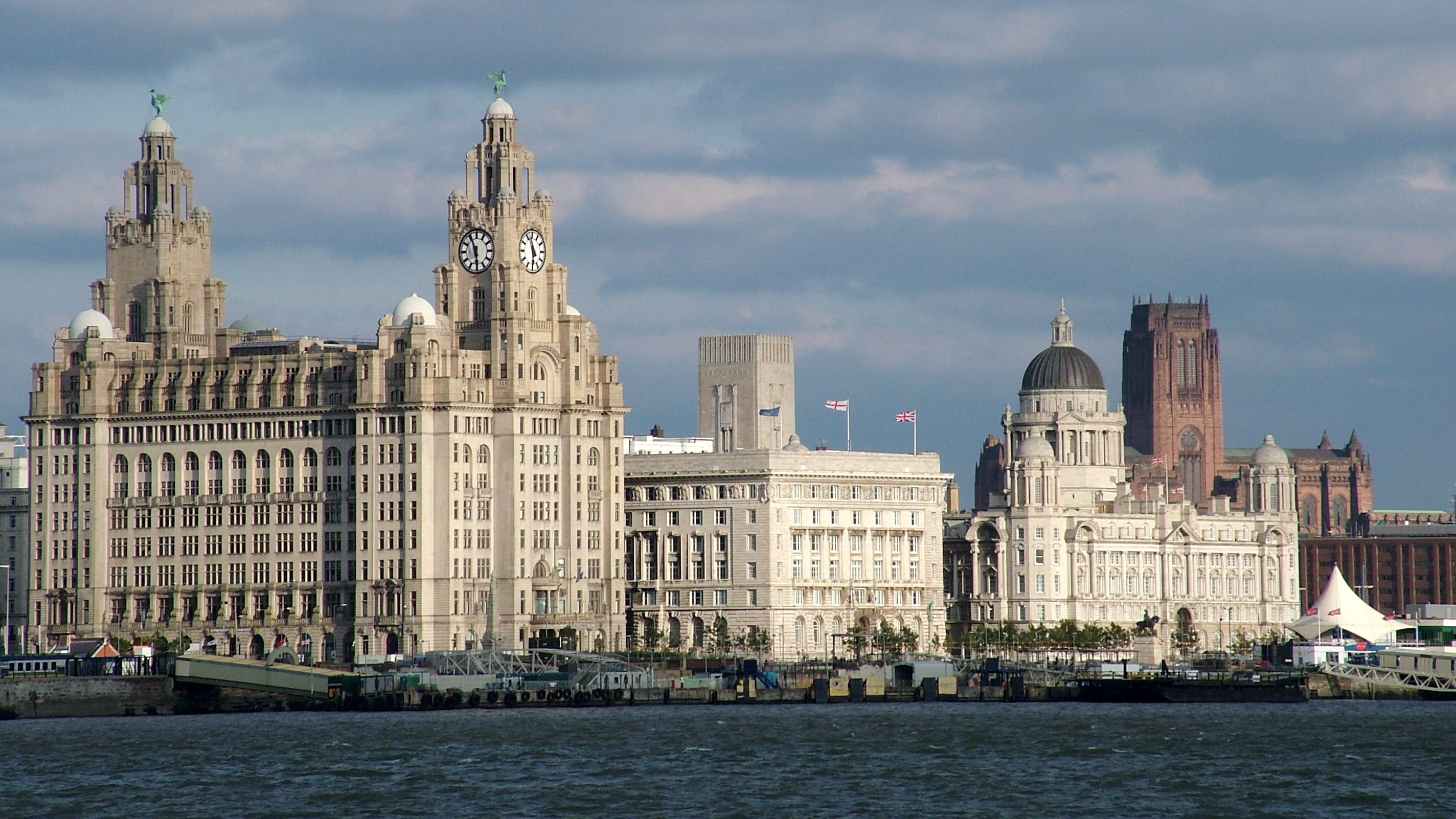
Liverpool Pier Head, con il Royal Liver Building, il Cunard Building e il Port of Liverpool Building

#### Edifici elencati[12]
| - Royal Liver Building (Grado I) - Port of Liverpool Building (Grado II*) - Cunard Building (Grado II*) - Monumento ai caduti Cunard (Grado II) | - Torre di ventilazione del George's Dock (Grado II) - Monumento ad Edoardo VII (Grado II) - Memoriale a Sir Alfred Jones (Grado II) - Memoriale agli eroi della sala macchine del Titanic (Grado II) |

### L'Albert Dock

Una vista panoramica dell'Albert Dock.

L'Albert Dock è un complesso di edifici portuali e magazzini situato a sud del Pier Head. Progettati da Jesse Hartley e Philip Hardwick e aperti nel 1846, i magazzini Albert Dock sono stati i primi al mondo ad essere interamente ignifughi, grazie alla loro costruzione in solo ferro, mattoni e pietra, senza legno strutturale. Il molo è stato sede di molti progressi nella tecnologia di attracco, incluso l'essere stato il primo ad avere delle gru idrauliche. Durante la seconda guerra mondiale gli edifici subirono notevoli danni e il generale declino degli attracchi in città, dopo la fine della guerra, li vide cadere rapidamente in rovina. Negli anni 1980 l'area ha subito una massiccia rigenerazione, dopo la creazione della Merseyside Development Corporation, e il complesso è stato riaperto al pubblico nel 1984, come parte del festival delle navi alte. Oggi costituisce un punto focale per il turismo in città, essendo sede della Tate Liverpool, del Merseyside Maritime Museum e del The Beatles Story. Costituisce anche la più grande collezione singola di edifici classificati di grado I in tutto il Regno Unito.

#### Edifici elencati[20]
- Magazzini Albert Dock:
  - Magazzino A - Padiglione Atlantico (Grado I)
  - Magazzino B - Padiglione Britannia (Grado I)
  - Magazzino C - I Colonnati (Grado I)
  - Magazzino D - Merseyside Maritime Museum (Grado I)
  - Magazzino E - Padiglione Edoardo (Grado I)

- Ufficio del traffico portuale (Grado I)
- Magazzino Wapping (Grado II*)
- Stazione di pompaggio idraulica Est (Grado II)
- The Pier Master's House (Grado II)
- Canning Dock (Grado II)
- Muri di sostegno del bacino di mezza marea Canning (Grado II)
- Canning Graving Dock (Grado II)
- Cooperativa (Grado II)
- Ufficio della Capitaneria di Porto (Grado II)
- Canning Island Sea Walls (Grado II)
- Moli del cancello dell'Albert Dock (Grado II)
- Tre capanne dei guardiani all'ingresso di Canning Dock (Grado II)
- Stazione di pompaggio, Mann Island (Grado II)
- Molo Salthouse (Grado II)
- Dukes Dock (Grado II)
- Dighe marittime di Albert Dock (grado II)
- Il ponte Hartley (Grado II)
- Il ponte Rennie (classe II)
- Torre idraulica a Wapping Dock (Grado II)
- Rifugio del Guardiano all'ingresso del Wapping Dock (Grado II)
- Bacino di Wapping (Grado II)

### Area protetta dello Stanley Dock
L'area di conservazione dello Stanley Dock si trova a nord del Pier Head e comprende vaste aree del cuore dell'attracco di Liverpool. All'interno del sito ci sono diversi moli tra cui Stanley Dock, Collingwood Dock, Salisbury Dock e Clarence Graving Dock, parti del Leeds Liverpool Canal e le chiuse del canale associate e molti elementi più piccoli come ponti, dissuasori e cabestani. Due dei Clarence Graving Docks sono notevoli come i moli più antichi ancora in uso nella città oggi, risalenti al 1830, sebbene il loro pieno sviluppo non fu completato fino al 1848. Tra gli edifici della zona ci sono la Victoria Clock Tower e lo Stanley Dock Tobacco Warehouse, uno dei più grandi edifici in mattoni al mondo.

#### Edifici elencati[21]
- Magazzino sul lato nord di Stanley Dock (Grado II*)
- Deposito doganale del tè, Great Howard Street (Grado II)
- Clarence Graving Docks (Grado II)

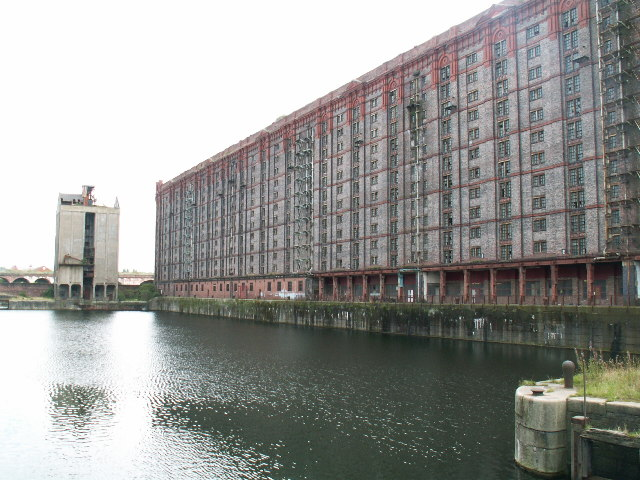
Stanley Dock, magazzino del tabacco

- Muro di confine dal molo di Collingwood al molo di Huskisson (grado II)
- Ufficio del Capitano del porto, Salisbury Dock (Grado II)
- Muri di sostegno dei moli di Salisbury, Collingwood e Stanley, Nelson e Bramley-Moore (Grado II)
- Stanley Dock Magazzino Tabacchi (Grado II)
- Ingressi allo Stanley Dock Complex (Grado II)
- Canal Locks tra Stanley Dock e Leeds e Liverpool Canal (Grado II)
- Muro di confine e moli di Princes Dock (Grado II)
- Torre idraulica a ovest del magazzino di North Stanley (grado II)
- Victoria Tower (Grado II)
- Magazzino a sud di Stanley Tobacco Warehouse (Grado II)
- Magazzino di Waterloo (Grado II)

### Area di conservazione di Duke Street/Ropewalks
Il sito di Ropewalks comprende la parte sud-occidentale dell'area protetta di Duke Street, oltre a due magazzini su College Lane e Bluecoat Chambers su School Lane. La posizione è stata una delle prime aree della città a svilupparsi quando Liverpool era un porto emergente, con Bluecoat Chambers che è il più antico edificio sopravvissuto nel centro di Liverpool, risalente al 1715. La sua vicinanza all'Old Dock, la prima darsena chiusa al mondo, lo rese la sede dei primi speculatori immobiliari della città che costruirono sia magazzini che locali residenziali lungo Duke St, Hannover St e Bold St. L'area presto si sviluppò in un'atmosfera cosmopolita che ospitava vari tipi di persone tra cui capitani di mare, mercanti, commercianti e artigiani. Oggi l'area è conosciuta come Ropewalks, un riferimento al gran numero di funivie presenti nell'area quando Liverpool era uno dei porti più trafficati del mondo durante il XVIII e il XIX secolo.

#### Edifici elencati[24]
| - Bluecoat Chambers (Grado I) - 105 Duke Street (Grado II) - The Bridewell (Grado II) - Casa e magazzino di Thomas Parr (Grado II) - 12 Hanover Street (Grado II) - 33 Argyle Street (Grado II) |

### Il "quartiere commerciale"/zona di conservazione di Castle Street
Questa parte è incentrata su quella che sarebbe stata in precedenza la Liverpool medievale e comprende Castle Street, dominata da Trials Hotel a un'estremità e il Municipio dall'altra, che collega Old Hall Street a Exchange Flags, Victoria Street, Water Street e Dale Street. Oggi centro di attività commerciali della città, l'area è stata inclusa per la natura del suo sviluppo stradale, nell'arco di tre secoli, e per la grandiosità della sua architettura e dei suoi monumenti.

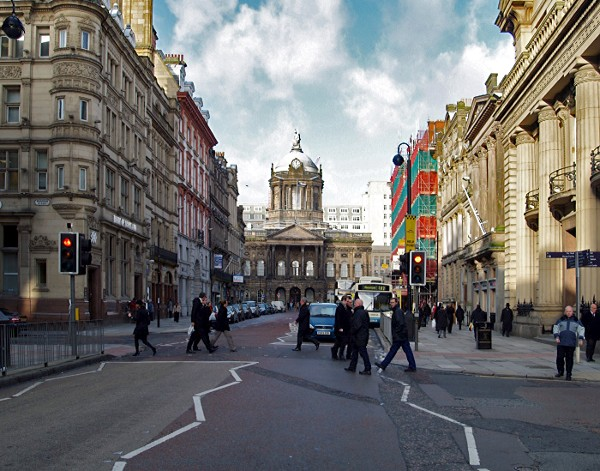
Castle Street con il municipio di Liverpool visibile alla fine della strada

#### Edifici elencati
| - Municipio di Liverpool (Grado I) - Edificio della Banca d'Inghilterra, Castle Street (Grado I) - Oriel Chambers, Water Street (Grado I) - Trials Hotel, Castle Street (Grado II*) - Edificio White Star, James Street (Grado II*) - Adelphi Bank, Castle Street (Grado II*) - Banca nazionale di Westminster, Castle Street (Grado II*) - Liverpool e London Globe Insurance Building, Dale Street (Grado II*) - Royal Insurance Building, Dale Street (Grado II*) - Edifici municipali, Dale Street (Grado II*) - Nelson Memorial, Scambio di bandiere (Grado II*) - Fowler's Building, Victoria Street (Grado II*) - Edifici a torre, Water Street (Grado II*) - Barclays Bank (ex Martins Bank), Water Street (Grado II*) - Norwich Union Building, Castle Street (Grado II) - Banca di Heywood, Brunswick Street (Grado II) - Edificio Hargreaves, Chapel Street (Grado II) - 48-50 Castle Street (Grado II) - British and Foreign Marine Insurance Company Building, Castle Street (Grado II) - Queen Insurance Building, Dale Street (Grado II) - Edificio delle assicurazioni statali, Dale Street (Grado II) - Union Marine Buildings, Dale Street (Grado II) - Edifici di Rigby, Dale Street (Grado II) - Il Tempio, Dale Street (Grado II) - Prudential Assurance Building, Dale Street (Grado II) - Camere Imperiali, Dale Street (Grado II) - Annesso municipale, Dale Street (Grado II) - Westminster Chambers, Dale Street (Grado II) - City Magistrates Court, Dale Street (Grado II) - 135-139 Dale Street (Grado II) - Edifici di granito, Stanley Street (Grado II) - Mersey Chambers, cimitero di San Nicola (grado II) - Monumento alla regina Vittoria, Derby Square (Grado II) - Edifici centrali, North John Street (Grado II) - 18-22 North John Street (Grado II) - Edificio Ashcroft, Victoria Street (Grado II) - Union House, Victoria Street (Grado II) - Edifici Jerome e Carlisle, Victoria Street (Grado II) - Edifici dell'India, Water Street (Grado II) - Edificio per incidenti generali, Water Street (Grado II) |

### Il 'Quartiere culturale'/William Brown Street Conservation Area

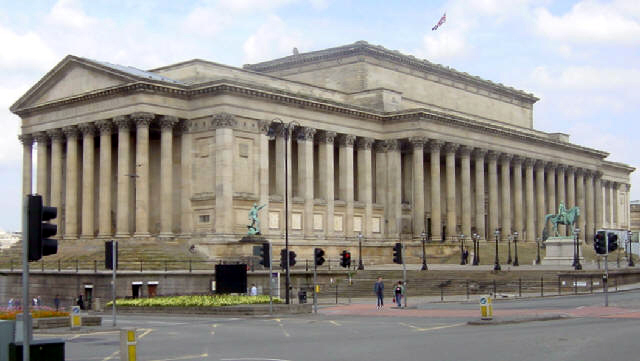
St George's Hall vista da Lime Street

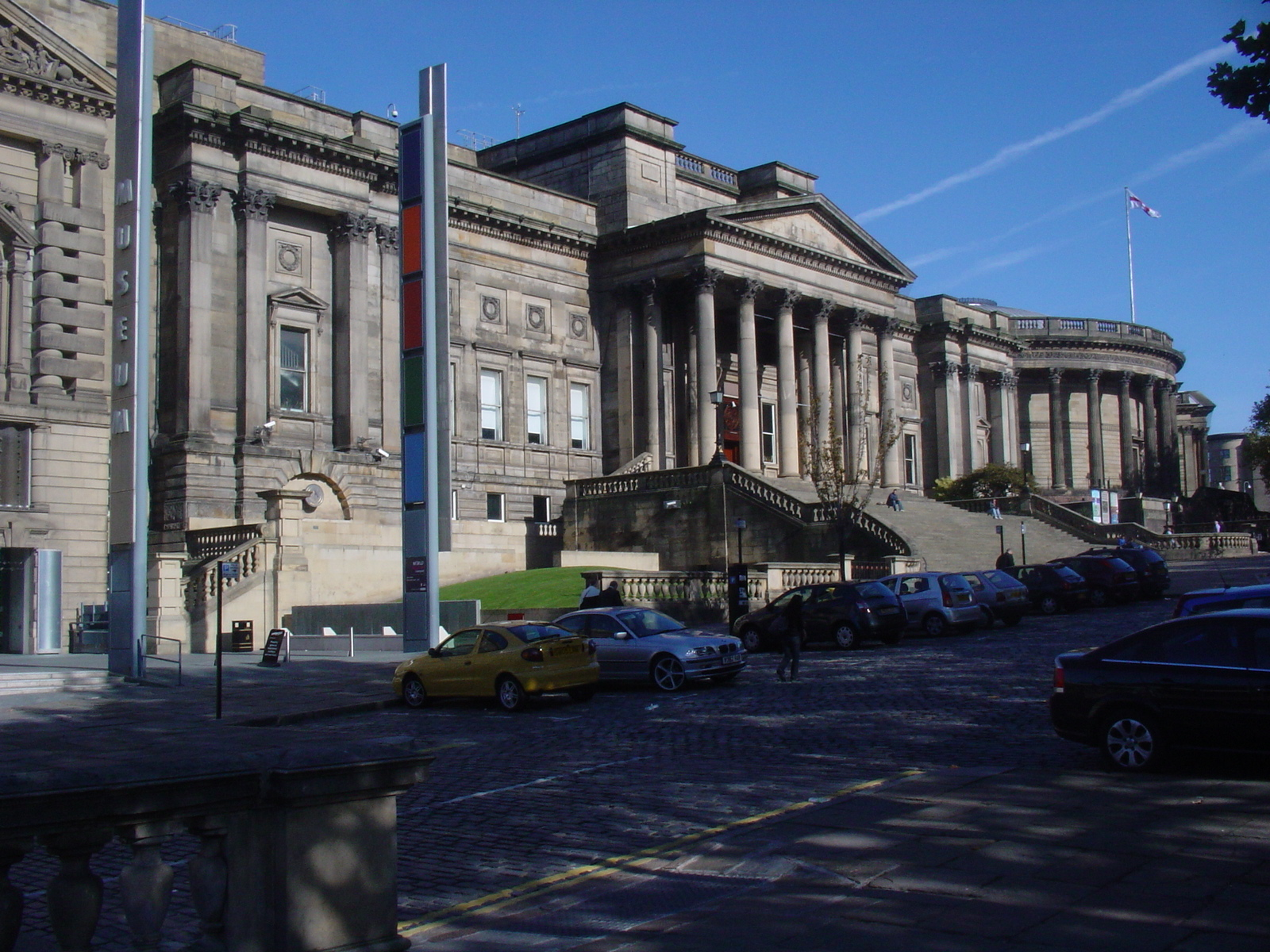
World Museum Liverpool

L'area di William Brown Street è il punto centrale di molti degli edifici civici della città che formano un cosiddetto "quartiere culturale". Tra gli edifici che sono al centro di questa parte ci sono St George's Hall, la stazione di Lime Street, la Walker Art Gallery, il World Museum Liverpool, l'ex Great North Western Hotel e l'ingresso del Queensway Tunnel.

#### Edifici elencati[28]
| - St George's Hall (Grado I) - Museo e Biblioteca William Brown (Grado II*) - Picton Reading Room e Hornby Library (Grado II*) - County Sessions House (Grado II*) - College of Technology and Museum Extension (Grade II*) - Il Wellington Memorial (Grado II*) - La Fontana Steble (Grado II*) - Stazione di Lime Street (Grado II) - North Western Hotel (Grado II) - Il Teatro Impero (Grado II) - L'ingresso al Queensway Tunnel (Grado II) - Cenotafio di Liverpool (Grado I) - Giardini di San Giovanni (Grado II) |  |  |  |  |  |  |  |  |  |  |  |  |  |  |  |  |  |  |  | - Quattro leoni di pietra sdraiati (grado II) - Statua equestre del Principe Alberto (Grado II) - Statua equestre della regina Vittoria (grado II) - Statua del Conte di Beaconsfield, Benjamin Disraeli (Grado II) - Statua del maggior generale Earle (Grado II) - Statua di Alexander Balfour (Grado II) - Statua di William Rathbone (Grado II) - Statua di Sir Arthur Bower Forwood (Grado II) - Statua di William Gladstone (Grado II) - Statua di Monsignor James Nugent (Grado II) - Statua del canonico T. Major Lester (Grado II) - Statua in onore del reggimento del re di Liverpool (grado II) |

## Iscrizione
Dopo aver ricevuto la nomina per l'area, nel gennaio 2003, il comitato dell'International Council on Monuments and Sites (ICOMOS) si è recato a Liverpool, nel settembre dello stesso anno, per effettuare una valutazione per conto dell'UNESCO. La valutazione ICOMOS ha analizzato la città in relazione al suo documento di nomina, esaminando quattro aree chiave: conservazione, autenticità e integrità, valutazione comparativa e eccezionale valore universale.
1. Conservazione - In termini di stato di conservazione, l'ICOMOS ha constatato che una vasta gamma di edifici, dal XVIII al XX secolo, era preservata all'interno della città, nonostante due guerre mondiali e un significativo declino durante gli anni 1970. Tuttavia, ha fortemente sottolineato l'importanza di una conservazione continua, suggerendo che tutti gli sviluppi futuri all'interno delle aree designate dovranno essere rigorosamente monitorati.
2. Autenticità e integrità - L'ICOMOS è rimasta soddisfatta del modo in cui le aree nominate hanno mantenuto la maggior parte della loro integrità storica, nonostante alcuni importanti progetti di rigenerazione e sviluppo dalla seconda guerra mondiale. Il tessuto urbano dei sei siti va dal XVIII al XX secolo e il comitato ha convenuto che il modello stradale della città fornisce una rappresentazione leggibile dei diversi periodi della storia di Liverpool.
3. Valutazione comparativa - Come parte della sua valutazione, l'ICOMOS ha confrontato la storia marittima di Liverpool con quella di altri importanti porti, sia nel Regno Unito che nel resto del mondo. Ha costatato che Liverpool ha valori e qualità che la distinguono da molte altre città portuali, sia in termini di funzione marittima che di significato architettonico e culturale.
4. Eccezionale valore universale - Nell'analizzare la Città mercantile marittima di Liverpool in termini di valore universale, l'ICOMOS ha concordato con il consiglio locale che Liverpool è "l'esempio supremo di porto commerciale al momento della maggiore influenza globale della Gran Bretagna". In particolare ha notato il ruolo svolto dalla città nella tratta degli schiavi transatlantici, nello sviluppo della tecnologia di attracco e del trasporto ferroviario e nell'attenzione rivolta alle attività culturali e all'architettura.

Al termine della valutazione, l'ICOMOS ha relazionato all'UNESCO con la raccomandazione che l'area fosse iscritta come sito del patrimonio mondiale. Allo stesso tempo, ha formulato diverse raccomandazioni in merito alla conservazione e allo sviluppo futuri all'interno delle aree e delle loro zone cuscinetto. Di conseguenza, la città mercantile marittima di Liverpool è stata iscritta come patrimonio dell'umanità durante la 28ª sessione del Comitato del patrimonio mondiale nel 2004, secondo i criteri culturali ii, iii e iv:
- Criterio (ii): "Liverpool è stata un importante centro di generazione di tecnologie e metodi innovativi nella costruzione di banchine e nella gestione dei porti nel XVIII e XIX secolo. Ha quindi contribuito alla costruzione dei sistemi mercantili internazionali in tutto il Commonwealth britannico."
- Criterio (iii): "La città e il porto di Liverpool sono una testimonianza eccezionale dello sviluppo della cultura mercantile marittima nei secoli XVIII e XIX, contribuendo alla costruzione dell'Impero britannico. É stato un centro per la tratta degli schiavi, fino alla sua abolizione nel 1807, e per l'emigrazione dal nord Europa verso l'America."
- Criterio (iv): "Liverpool è un eccezionale esempio di città portuale mercantile mondiale, che rappresenta il primo sviluppo del commercio globale e delle connessioni culturali in tutto l'Impero britannico".